# Waxholmspartiet
Waxholmspartiet – borgerligt alternativ (WP) är ett lokalt politiskt parti i Vaxholms kommun. Partiet bildades 2013, sedan valet 2014 är partiet representerat i kommunfullmäktige.

## Valresultat
| År   | Röster | %     | Mandat  |
| ---- | ------ | ----- | ------- |
| 2014 | 1 015  | 13,74 | 5 av 31 |
| 2018 | 1 990  | 24,67 | 8 av 31 |
| 2022 | 1 569  | 19,46 | 6 av 31 |